# Le Retour du Général
Le Retour du Général est un roman de l'écrivain français Benoît Duteurtre paru le 3 mars 2010.
Cette fiction raconte le retour du général de Gaulle aux affaires, alors qu'il est censé être âgé de cent-vingt ans, et son éternelle bataille pour la « grandeur de la France ».